# 天の川 (北海道)

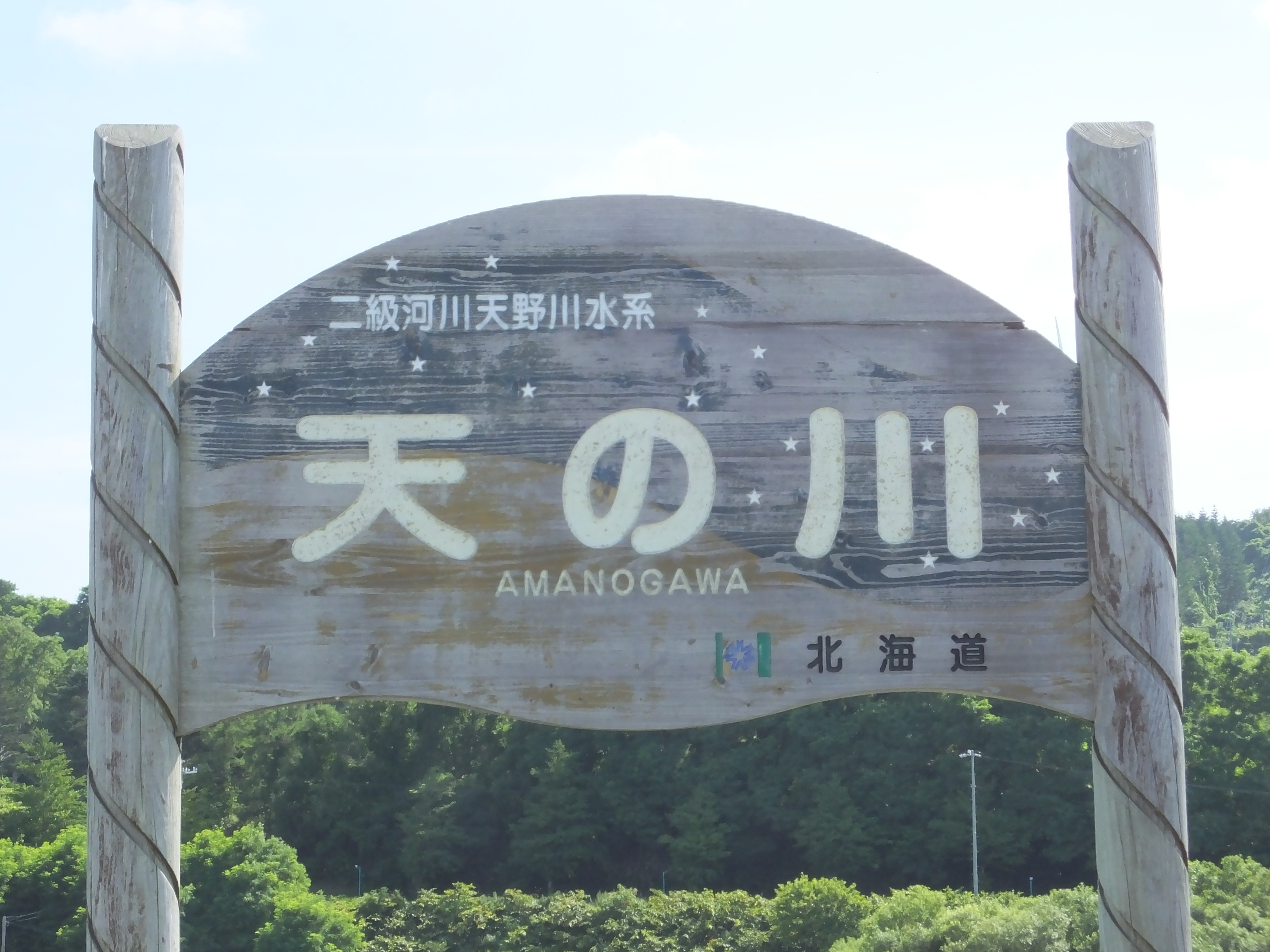
天の川橋にある河川名標

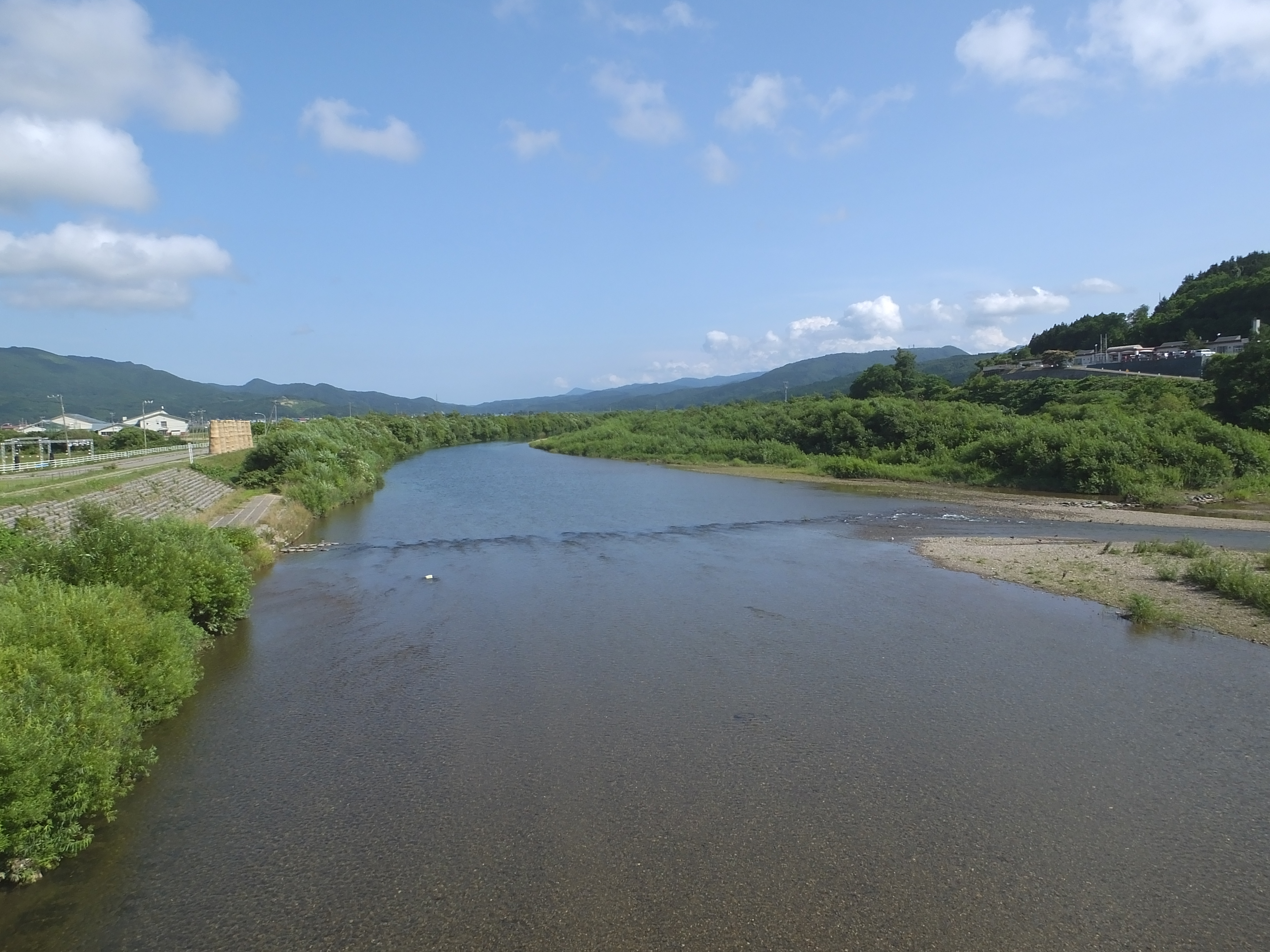
河口付近（天の川橋より上流方）

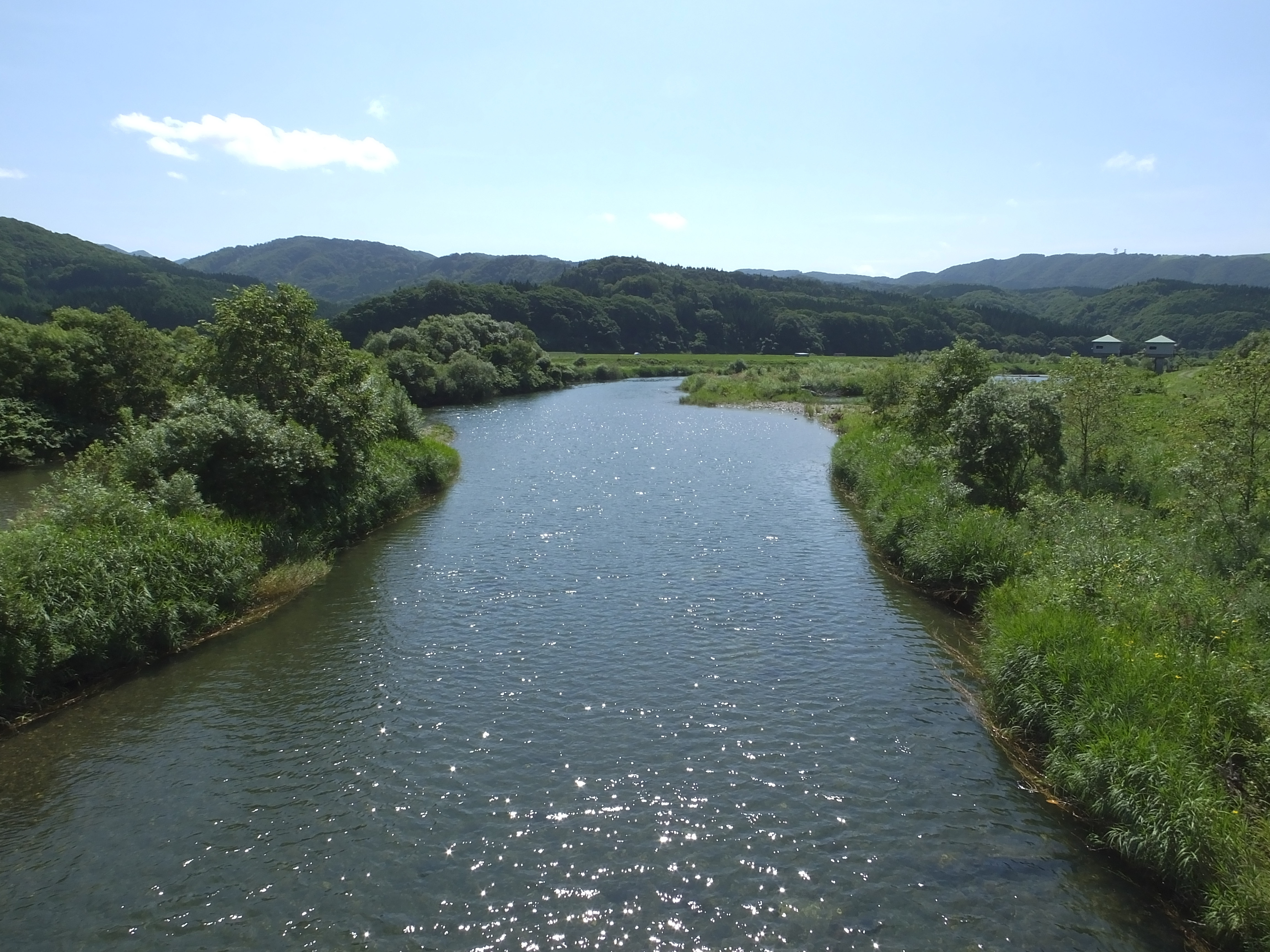
宮越橋より下流方

天の川（あまのがわ）は、北海道檜山郡上ノ国町を流れる二級河川。檜山振興局の河川では後志利別川・厚沢部川に次ぎ三番目の規模を誇る。なお二級河川指定は「天野川」として登録されている。

## 流域
渡島山地の分水嶺、尖岳に源を発する。源流部は膳棚川と呼ばれており、上膳棚川と下膳棚川が合流した後北海道道5号江差木古内線に沿って下る。湯ノ岱付近の中流域からは針葉樹林の谷間を蛇行する。宮越内川と合流すると谷間が開け、水田地帯を流れる。下流部は上ノ国市街地の西側を流れ、日本海に流入する。上ノ国町の中心河川であり、総延長28.6kmのうち、うぐい川との合流地点から河口までの22.2kmが道管理区間の二級河川である。
道内でも屈指の清流であり、アユやサケの遡上が有名である。7・8月のシーズン時期には多くの釣り人が集まる。支流ではヤマメやイワナ等も見られる。

## 地史
1618年に上ノ国町に漂着したイエズス会宣教師が、後に地図を製作する際その地点に「ツガ」と記載したことから、そこに「天河」の漢字をあてたのが天の川という名称の発祥である。それに因み流域にはわし座・はくちょう座・こと座をあしらったギャラリーが設置されている。天の川に架かる天の川橋（国道228号）には黄道12星座のレリーフがあり、夜にはライトアップされる。また川には毎年多数のアオサギが飛来し、バードウォッチング用施設もあるが、織姫と彦星の仲立ちを行う天の川伝説に合わせ、江差線上ノ国駅跡付近から上ノ国診療所までが「天の川かささぎロード」となっている。
中流域では江差線：宮越駅 - 湯ノ岱駅間に、観光PR目的で設置された天ノ川駅があったが、江差線：木古内駅－江差駅間が2014年5月12日に廃止された後の2015年7月に解体された。駅を模したオブジェであるため列車はすべて通過していたが、入場券は湯ノ岱駅南側にある湯ノ岱温泉で販売されていた。

## 主な橋
- 天の川橋 - 国道228号
- 小森大橋
- 宮越橋
- 湯ノ岱大橋
- 中の沢橋 - 北海道道5号江差木古内線
- 天神橋
- 膳棚橋 - 北海道道5号江差木古内線
- 佐武橋 - 北海道道5号江差木古内線
- 堺橋 - 北海道道5号江差木古内線
- 桜橋 - 北海道道5号江差木古内線
- 津軽橋 - 北海道道5号江差木古内線
- 細川橋 - 北海道道5号江差木古内線
- 拓進橋 - 北海道道5号江差木古内線

## 支流
- 上ノ国目名川 - 二級河川（道管理区間9.7km）
  - 古川 - 二級河川（道管理区間0.86km）
  - オモキノ沢川
- 苫符川 - 二級河川（道管理区間2.0km）
  - 滝ノ沢川
  - 沼の沢川
- 大平川
- 厚志内川
- 宮越内川 - 二級河川（道管理区間1.1km）
  - 岳川
  - 上宮越川
- 檜内沢川
- 茂平内川
- ツラツラ川
- 上の沢川 - 二級河川（道管理区間7.0km）
  - 澄川
  - 上ノ沢右股川
    - 上ノ沢下右股川
    - 上ノ沢上右股川

  - 下上ノ沢川
  - 白水の沢川
- 下の沢川
  - 小沢川
- 中ノ沢川
  - 木挽ノ沢
  - 三味線沢川
  - 上中の沢川
  - 下中ノ沢川
- 神明ノ沢川
  - 焼川
  - 下神明ノ沢川
- うぐい川
  - 下うぐい川
- 右股膳棚川
  - 下股膳棚川
- 上膳棚川
- 下膳棚川